# European Rugby Champions Cup 2016-2017
European Rugby Champions Cup 2016-17 fu la 22ª edizione della massima competizione europea per club di rugby a 15, la 3ª organizzata da European Professional Club Rugby (EPCR).
Si tenne dal 14 ottobre 2016 al 13 maggio 2017 tra 20 squadre provenienti da Francia, Inghilterra, Galles, Irlanda, Italia e Scozia nel formato di cinque gironi da quattro squadre ciascuno con passaggio ai quarti della vincitrice di ogni girone più le tre migliori seconde.
Tale edizione vide ai nastri di partenza le sei migliori inglesi, le sei migliori francesi, la miglior classificata per nazione del Pro12 più le tre migliori dello stesso torneo tra quelle non classificate; lo spareggio per determinare la ventesima squadra non si tenne, e in suo luogo fu stabilito che tale posto fosse appannaggio della vincitrice della Challenge Cup 2015-16, che risultò essere il Montpellier.
Ad aggiudicarsi il titolo fu, per la seconda volta consecutiva e assoluta, l'inglese Saracens, che nella finale di Edimburgo sconfisse 28-17 la francese Clermont.
Il valore delle marcature, come stabilito dall’IRFB nel 1992, era: 5 punti per ciascuna meta (7 se trasformata), 3 punti per la realizzazione di ciascun calcio piazzato, idem per il drop.

## Formula
Le squadre furono ripartite in cinque gironi da quattro squadre ciascuno.
Ai quarti di finale accedettero la prima classificata di ciascuno dei cinque gironi più le tre seconde migliori classificate per punteggio e differenza punti marcati.
Il punteggio ai fini della classifica fu quello a bonus dell'Emisfero Sud, che per ogni partita prevede:
- 4 punti per la vittoria
- 2 punti ciascuno per il pareggio
- 0 punti per la sconfitta
- 1 punto aggiuntivo per la o le squadre che realizzino almeno 4 mete
- 1 eventuale punto per la squadra sconfitta con sette o meno punti di scarto.

Le squadre prime classificate, in ordine decrescente di punteggio in classifica e, a parità di esso, di differenza punti marcati/subiti, occuparono i posti del seeding da 1 a 5; le seconde classificate, ordinate secondo lo stesso criterio, i posti dal 6 all'8.
I quarti di finale videro le squadre con il ranking da 1 a 4 affrontare in gara unica sul proprio campo quelle con seeding rispettivamente da 8 a 5 secondo il seguente ordine:
1. seeding 1 – seeding 8
2. seeding 4 – seeding 5
3. seeding 3 – seeding 6
4. seeding 2 – seeding 7

Le due semifinali furono:
1. vincitore QF1 – Vincitore QF2
2. vincitore QF3 – Vincitore QF4

Il regolamento previde che qualora un club di seeding inferiore vincesse il proprio quarto di finale, questi avesse il diritto di disputare la semifinale sul terreno di propria scelta: per esempio, in caso che i due club dei due primi quarti di finale con il seeding più alto (rispettivamente 1 e 4) avessero vinto il proprio incontro, la semifinale si sarebbe disputata normalmente in casa del club con il seeding 1; se invece uno tra i club con il seeding 5 od 8 avesse vinto il proprio quarto di finale, esso avrebbe avuto il vantaggio interno in semifinale; nel caso in cui entrambi i club con seeding 5 od 8 avessero vinto il proprio quarto, il vantaggio del campo interno sarebbe stato del club con il seeding numero 5.
Parimenti, per la seconda semifinale, nulla sarebbe cambiato qualora a qualificarsi fossero stati i club con il seeding 3 e 2, con vantaggio interno a quest'ultimo; i club con il seeding 6 e 7 avrebbero avuto il vantaggio della semifinale in casa qualora avessero battuto i propri avversari; in caso questo fosse successo in entrambi gli incontri, allora la squadra di casa in semifinale sarebbe stata la numero 6 del seeding.
La finale si tenne in gara unica allo stadio di Murrayfield a Edimburgo.

## Squadre partecipanti
| Girone A                  | Girone B            | Girone C                  |
| ------------------------- | ------------------- | ------------------------- |
| Glasgow Warriors (Scozia) | Connacht (Irlanda)  | Saracens (Inghilterra)    |
| Leicester (Inghilterra)   | Tolosa (Francia)    | Sale Sharks (Inghilterra) |
| Munster (Irlanda)         | Wasps (Inghilterra) | Scarlets (Galles)         |
| Racing 92 (Francia)       | Zebre (Italia)      | Tolone (Francia)          |

| Girone D                  | Girone E                  |
| ------------------------- | ------------------------- |
| Castres (Francia)         | Bordeaux Bègles (Francia) |
| Leinster (Irlanda)        | Clermont (Francia)        |
| Montpellier (Francia)     | Exeter (Inghilterra)      |
| Northampton (Inghilterra) | Ulster (Irlanda)          |

## Fase a gironi

### Girone A
|            | Incontri              |       |
| ---------- | --------------------- | ----- |
| 14-10-2016 | Glasgow - Leicester   | 42-13 |
| 7-1-2017   | Racing 92 - Munster   | 7-32  |
| 22-10-2016 | Munster - Glasgow     | 38-17 |
| 23-10-2016 | Leicester - Racing 92 | 27-17 |
| 10-12-2016 | Munster - Leicester   | 38-0  |
| 10-12-2016 | Racing 92 - Glasgow   | 14-23 |
| 16-12-2016 | Glasgow - Racing 92   | 23-7  |
| 17-12-2016 | Leicester - Munster   | 18-16 |
| 14-1-2017  | Glasgow - Munster     | 12-14 |
| 14-1-2017  | Racing 92 - Leicester | 34-3  |
| 21-1-2017  | Leicester - Glasgow   | 0-43  |
| 21-1-2017  | Munster - Racing 92   | 22-10 |

#### Classifica
| Pos | Squadra          | G | V | N | P | PF  | PS  | P±   | BP | PT |
| --- | ---------------- | - | - | - | - | --- | --- | ---- | -- | -- |
| A1  | Munster          | 6 | 5 | 0 | 1 | 160 | 64  | 96   | 4  | 24 |
| A2  | Glasgow Warriors | 6 | 4 | 0 | 2 | 160 | 86  | 74   | 3  | 19 |
| A3  | Leicester        | 6 | 2 | 0 | 4 | 61  | 190 | −129 | 0  | 8  |
| A4  | Racing 92        | 6 | 1 | 0 | 5 | 89  | 130 | −41  | 1  | 5  |

### Girone B
|            | Incontri          |       |
| ---------- | ----------------- | ----- |
| 15-10-2016 | Wasps - Zebre     | 82-14 |
| 15-10-2016 | Connacht - Tolosa | 23-21 |
| 23-10-2016 | Tolosa - Wasps    | 20-20 |
| 23-10-2016 | Zebre - Connacht  | 7-52  |
| 10-12-2016 | Zebre - Tolosa    | 6-36  |
| 11-12-2016 | Wasps - Connacht  | 32-17 |
| 17-12-2016 | Tolosa - Zebre    | 54-15 |
| 17-12-2016 | Connacht - Wasps  | 20-18 |
| 14-1-2017  | Connacht - Zebre  | 66-21 |
| 14-1-2017  | Wasps - Tolosa    | 17-14 |
| 22-1-2017  | Tolosa - Connacht | 19-10 |
| 22-1-2017  | Zebre - Wasps     | 27-41 |

#### Classifica
| Pos | Squadra  | G | V | N | P | PF  | PS  | P±   | BP | PT |
| --- | -------- | - | - | - | - | --- | --- | ---- | -- | -- |
| B1  | Wasps    | 6 | 4 | 1 | 1 | 210 | 112 | 98   | 4  | 22 |
| B2  | Tolosa   | 6 | 3 | 1 | 2 | 164 | 91  | 73   | 4  | 18 |
| B3  | Connacht | 6 | 4 | 0 | 2 | 188 | 118 | 70   | 2  | 18 |
| B4  | Zebre    | 6 | 0 | 0 | 6 | 90  | 331 | −241 | 0  | 0  |

### Girone C
|            | Incontri               |       |
| ---------- | ---------------------- | ----- |
| 15-10-2016 | Tolone - Saracens      | 23-31 |
| 15-10-2016 | Scarlets - Sale Sharks | 28-11 |
| 21-10-2016 | Sale Sharks - Tolone   | 5-15  |
| 22-10-2016 | Saracens - Scarlets    | 44-26 |
| 10-12-2016 | Saracens - Sale Sharks | 50-3  |
| 11-12-2016 | Tolone - Scarlets      | 31-20 |
| 18-12-2016 | Scarlets - Tolone      | 22-21 |
| 18-12-2016 | Sale Sharks - Saracens | 10-24 |
| 15-1-2017  | Tolone - Sale Sharks   | 27-12 |
| 15-1-2017  | Scarlets - Saracens    | 22-22 |
| 21-1-2017  | Sale Sharks - Scarlets | 25-23 |
| 21-1-2017  | Saracens - Tolone      | 10-3  |

#### Classifica
| Pos | Squadra     | G | V | N | P | PF  | PS  | P±   | BP | PT |
| --- | ----------- | - | - | - | - | --- | --- | ---- | -- | -- |
| C1  | Saracens    | 6 | 5 | 1 | 0 | 181 | 87  | 94   | 2  | 24 |
| C2  | Tolone      | 6 | 3 | 0 | 3 | 120 | 100 | 20   | 4  | 16 |
| C3  | Scarlets    | 6 | 2 | 1 | 3 | 141 | 154 | −13  | 1  | 11 |
| C4  | Sale Sharks | 6 | 1 | 0 | 5 | 66  | 167 | −101 | 0  | 4  |

### Girone D
|            | Incontri                  |       |
| ---------- | ------------------------- | ----- |
| 15-10-2016 | Leinster - Castres        | 33-15 |
| 15-10-2016 | Northampton - Montpellier | 16-14 |
| 22-10-2016 | Castres - Northampton     | 41-7  |
| 23-10-2016 | Montpellier - Leinster    | 22-16 |
| 9-12-2016  | Northampton - Leinster    | 10-37 |
| 11-12-2016 | Montpellier - Castres     | 32-14 |
| 17-12-2016 | Leinster - Northampton    | 60-13 |
| 18-12-2016 | Castres - Montpellier     | 29-23 |
| 13-1-2017  | Leinster - Montpellier    | 57-3  |
| 14-1-2017  | Northampton - Castres     | 28-21 |
| 20-1-2017  | Castres - Leinster        | 24-24 |
| 20-1-2017  | Montpellier - Northampton | 26-17 |

#### Classifica
| Pos | Squadra     | G | V | N | P | PF  | PS  | P±   | BP | PT |
| --- | ----------- | - | - | - | - | --- | --- | ---- | -- | -- |
| D1  | Leinster    | 6 | 4 | 1 | 1 | 227 | 87  | 140  | 5  | 23 |
| D2  | Montpellier | 6 | 3 | 0 | 3 | 120 | 149 | −29  | 4  | 16 |
| D3  | Castres     | 6 | 2 | 1 | 3 | 144 | 147 | −3   | 2  | 12 |
| D4  | Northampton | 6 | 2 | 0 | 4 | 91  | 199 | −108 | 1  | 9  |

### Girone E
|            | Incontri                   |       |
| ---------- | -------------------------- | ----- |
| 16-10-2016 | Bordeaux-Bègles - Ulster   | 28-13 |
| 16-10-2016 | Exeter - Clermont          | 8-35  |
| 22-10-2016 | Clermont - Bordeaux-Bègles | 49-33 |
| 22-10-2016 | Ulster - Exeter            | 19-18 |
| 10-12-2016 | Ulster - Clermont          | 39-32 |
| 11-12-2016 | Exeter - Bordeaux-Bègles   | 7-13  |
| 17-12-2016 | Bordeaux-Bègles - Exeter   | 12-20 |
| 18-12-2016 | Clermont - Ulster          | 38-19 |
| 15-1-2017  | Bordeaux-Bègles - Clermont | 6-9   |
| 15-1-2017  | Exeter - Ulster            | 31-19 |
| 21-1-2017  | Clermont - Exeter          | 48-26 |
| 21-1-2017  | Ulster - Bordeaux-Bègles   | 22-26 |

#### Classifica
| Pos | Squadra         | G | V | N | P | PF  | PS  | P±  | BP | PT |
| --- | --------------- | - | - | - | - | --- | --- | --- | -- | -- |
| E1  | Clermont        | 6 | 5 | 0 | 1 | 211 | 131 | 80  | 6  | 26 |
| E2  | Bordeaux Bègles | 6 | 3 | 0 | 3 | 118 | 120 | −2  | 2  | 14 |
| E3  | Exeter          | 6 | 2 | 0 | 4 | 110 | 146 | −36 | 4  | 12 |
| E4  | Ulster          | 6 | 2 | 0 | 4 | 131 | 173 | −42 | 2  | 10 |

## Seedingdopo la fase a gironi
| Pos | Squadra          | G | V | N | P | PF  | PS  | DP   | BMP | Pt |
| --- | ---------------- | - | - | - | - | --- | --- | ---- | --- | -- |
| 1   | Clermont         | 6 | 5 | 0 | 1 | 211 | 131 | +80  | 6   | 26 |
| 2   | Munster          | 6 | 5 | 0 | 1 | 160 | 64  | +96  | 4   | 24 |
| 3   | Saracens         | 6 | 5 | 1 | 0 | 181 | 87  | +94  | 2   | 24 |
| 4   | Leinster         | 6 | 4 | 1 | 1 | 227 | 87  | +140 | 5   | 23 |
| 5   | Wasps            | 6 | 4 | 1 | 1 | 210 | 112 | +98  | 4   | 22 |
| 6   | Glasgow Warriors | 6 | 4 | 0 | 2 | 160 | 86  | +74  | 3   | 19 |
| 7   | Tolosa           | 6 | 3 | 1 | 2 | 164 | 91  | +73  | 4   | 18 |
| 8   | Tolone           | 6 | 3 | 0 | 3 | 120 | 100 | +20  | 4   | 16 |
| 9   | Montpellier      | 6 | 3 | 0 | 3 | 120 | 149 | −29  | 4   | 16 |
| 10  | Bordeaux Bègles  | 6 | 3 | 0 | 3 | 118 | 120 | −2   | 2   | 14 |

## Play-off
|  | Quarti di finale | Quarti di finale | Quarti di finale |          |          | Semifinali | Semifinali | Semifinali |  |  | Finale | Finale | Finale |  |
|  |                  |                  |                  |          |          |            |            |            |  |  |        |        |        |  |
|  | 1                | Clermont         | 29               |          |          |            |            |            |  |  |        |        |        |  |
|  | 1                | Clermont         | 29               |          |          |            |            |            |  |  |        |        |        |  |
|  | 8                | Tolone           | 9                |          |          |            |            |            |  |  |        |        |        |  |
|  | 8                | Tolone           | 9                |          | Clermont | Clermont   | 27         |            |  |  |        |        |        |  |
|  |                  |                  |                  |          | Clermont | Clermont   | 27         |            |  |  |        |        |        |  |
|  |                  |                  | Leinster         | Leinster | 22       |            |            |            |  |  |        |        |        |  |
|  | 4                | Leinster         | Leinster         | Leinster | 22       | 32         |            |            |  |  |        |        |        |  |
|  | 4                | Leinster         |                  |          |          |            |            |            |  |  |        |        |        |  |
|  | 5                | Wasps            | 17               |          |          |            |            |            |  |  |        |        |        |  |
|  | 5                | Wasps            | 17               |          | Clermont | Clermont   | 17         |            |  |  |        |        |        |  |
|  |                  |                  |                  |          |          |            |            |            |  |  |        |        |        |  |
|  |                  |                  | Saracens         | Saracens | 28       |            |            |            |  |  |        |        |        |  |
|  | 2                | Munster          | Saracens         | Saracens | 28       | 41         |            |            |  |  |        |        |        |  |
|  | 2                | Munster          |                  |          |          |            |            |            |  |  |        |        |        |  |
|  | 7                | Tolosa           | 16               |          |          |            |            |            |  |  |        |        |        |  |
|  | 7                | Tolosa           | 16               |          | Munster  | Munster    | 10         |            |  |  |        |        |        |  |
|  |                  |                  |                  |          | Munster  | Munster    | 10         |            |  |  |        |        |        |  |
|  |                  |                  | Saracens         | Saracens | 26       |            |            |            |  |  |        |        |        |  |
|  | 3                | Saracens         | Saracens         | Saracens | 26       | 38         |            |            |  |  |        |        |        |  |
|  | 3                | Saracens         |                  |          |          |            |            |            |  |  |        |        |        |  |
|  | 6                | Glasgow Warriors | 13               |          |          |            |            |            |  |  |        |        |        |  |

### Quarti di finale
| Arbitro: | Nigel Owens |

|                                               |      |                       |
| Nacewa 15’ Conan 34’ Henshaw 40’ McFadden 74’ | mt   | 53’ Wade 60’ Gopperth |
| Sexton 34’, 40’, 74’                          | tr   | 53’, 60’ Gopperth     |
| Sexton 7’, 49’                                | c.p. | 32’ Gopperth          |

| Arbitro: | JP Doyle |

|                                             |      |                        |
| Ryan 5’ Stander 48’ Sweetnam 76’ Conway 80’ | mt   | 55’ Perez              |
| Bleyendaal 5’, 76’, 80’                     | tr   | 55’ Doussain           |
| Bleyendaal 10’, 27’, 43’, 53’, 75’          | c.p. | 20’, 32’, 41’ Doussain |

| Arbitro: | Jérôme Garcès |

|                                       |      |                            |
| Ashton 31’, 78’ Bosch 59’ Barritt 73’ | mt   | 48’ L. Jones 80’ R. Wilson |
| Farrell 59’, 73’, 78’                 | tr   |                            |
| Farrell 9’, 15’, 27’, 70’             | c.p. | 11’ Russell                |

| Arbitro: | Wayne Barnes |

|                          |      |                         |
| Nakaitaci 61’ Penaud 80’ | mt   |                         |
| Parra 61’, 80’           | tr   |                         |
| Parra 5’, 29’, 45’, 77’  | c.p. | 21’, 34’, 58’ Halfpenny |
| Lopez 71’                | drop |                         |

### Semifinali
| Arbitro: | Romain Poite |

|               |      |                            |
| Stander 80’   | mt   | 54’ M. Vunipola 70’ Wyles  |
| Keatley 80’   | tr   | 54’, 70’ Farrell           |
| Bleyendaal 6’ | c.p. | 17’, 35’, 64’, 75’ Farrell |

| Arbitro: | Nigel Owens |

|                          |      |                                |
| Yato 4’ Strettle 15’     | mt   | 68’ Ringrose                   |
| Parra 4’                 | tr   | 68’ Sexton                     |
| Parra 10’, 56’ Lopez 70’ | c.p. | 40’, 42’, 49’, 53’, 77’ Sexton |
| Lopez 63’, 75’           | drop |                                |

### Finale
| Arbitro: | Nigel Owens |

|                           |      |                                    |
| Lamerat 26’ Abendanon 51’ | mt   | 12’ Ashton 21’ Kruis 72’ Al. Goode |
| Parra 26’, 51’            | tr   | 21’, 72’ Farrell                   |
| Parra 60’                 | c.p. | 50’, 57’, 78’ Farrell              |